# Tony Westman
Tony Westman (geboren vor 1972) ist ein US-amerikanischer Kameramann, Fotograf und Filmregisseur.

## Leben und Karriere
Tony Westman war seit über vierzig Jahren an Filmen beteiligt, sowohl als Leiter der Fotografie als auch als Regisseur. Seine Filmprojekte umfassen Dramen, Dokumentarfilme, Fernsehproduktionen, Langfilme und Firmenproduktionen. Zu seinen Kunden gehören Castle Rock, Warner Brothers, 20th Century Fox, NBC, CBS und der National Film Board of Canada. Dabei hat er sich in den Fernsehserien MacGyver (1989–1990) und 4400 – Die Rückkehrer (2005–2006) einen Namen als Kameramann gemacht.
Er ist ebenfalls als Fotograf tätig und seit 1969 sind seine Fotografien in Ausstellungen zu sehen. Zusätzlich lehrt er Filmproduktion an der Simon Fraser University and Art Institute of Vancouver. Schließlich ist er Mitglied in mehreren Berufsverbänden, die mit seinen Berufen zu tun haben, und ist bei diesen Verbänden aktiv.
Für seine Leistungen als Kameramann bekam er 2 Auszeichnungen.

## Filmografie (Auswahl)

### Filme
- 1972: Pleasure Faire (Dokumentar-Kurzfilm)
- 1976: Bewegliche Ziele sind schwerer zu treffen (The Supreme Kid)
- 1979: Going the Distance
- 1983: Deserters
- 1993: Needful Things – In einer kleinen Stadt (Needful Things)
- 1995: Brutale Exzesse – Skandal in der Navy (She Stood Alone: The Tailhook Scandal, Fernsehfilm)
- 2002: Das größte Muppet Weihnachtsspektakel aller Zeiten (It's a Very Merry Muppet Christmas Movie, Fernsehfilm)
- 2010: Force of Nature (Dokumentarfilm)
- 2011: Die Liste (The Client List, Fernsehfilm)

### Serien
- 1988–1989: Strandpiraten (The Beachcombers)
- 1989–1990: MacGyver
- 2003–2004: Dead Like Me – So gut wie tot (Dead Like Me)
- 2005–2006: 4400 – Die Rückkehrer (The 4400)